# Der Arm des Bösen
Der Arm des Bösen ist ein US-amerikanischer Western aus dem Jahr 1951 von Elliott Nugent mit Mickey Rooney und Wanda Hendrix in den Hauptrollen. Das Drehbuch basiert auf dem 1936 veröffentlichten Roman South of the Rio Grande von Frederick Schiller Faust, das er unter dem Pseudonym Max Brand schrieb.

## Handlung
Der New Yorker Denny O’Moore macht sich auf den Weg nach Mexiko. Er will seinen Bruder Patrick aufsuchen, den er seit acht Jahren nicht mehr gesehen hat und der in San Clemente eine Silbermine betreibt. In der texanischen Grenzstadt Border City wird er Zeuge, wie der Bandit El Tigre eine Bank ausraubt. Die lokale Polizei und der mexikanische Konsul beauftragen daraufhin den Texas Ranger Joe Waldner, El Tigre in dessen Hauptquartier in San Clemente festzunehmen. Man ist der Auffassung, dass Joe El Tigre durch dessen amerikanischen Helfer O’Moore auf die Spur kommen kann.
Nach Überqueren der Grenze wird Joe sogleich von den Banditen gejagt. Joe kann seinen Verfolgern entkommen, die auf Denny stoßen und ihn für den Texas Ranger halten. Nachdem sie ihren Fehler erkannt haben, soll Denny erschossen werden, doch Joe kann Denny befreien und die Banditen in die Flucht schlagen. Denny und Joe setzen ihren Weg gemeinsam fort. Unterwegs zeigt Joe seinem Begleiter Tricks, die sein Pferd Sonny beherrscht. Denny erzählt von seinem starken und gut aussehenden Bruder. Joe erkennt, dass Patrick der gesuchte Helfer ist, sagt aber nichts über seinen Auftrag.
In San Clemente versucht Patrick die wohlhabende Carmelita Alvarado zur Heirat zu bewegen, doch Carmelita hasst ihn auf Grund der vielen Verbrechen, die er mit El Tigre begangen hat. Denny und Joe erreichen San Clemente und trennen sich vor dem Hof von Patricks Anwesen. Als er den Hof betritt, wird er von Wachtposten mit Handschellen gefesselt. Ihm wird eine Decke übergeworfen, dann wird er, während er nach Joe um Hilfe ruft, ins Haus gebracht. Patrick hat die Rufe gehört und erklärt seinen Männern, dass er keinen Bruder habe. Die Männer sollen Denny sicher über die Grenze bringen. Als Patrick alleine ist, wird er von Joe, der sich im Hof versteckt hat, überwältigt. Patricks Männer erscheinen wieder, was Joe zur Flucht veranlasst, wobei er Denny mitnimmt.
In der Nacht patrouillieren El Tigres Männer durch die Stadt auf der Suche nach Denny und Joe. Joe bringt Denny zum Schmied Ortiz, der ihm die Handschellen entfernt. Kurz darauf betreten El Tigres Männer die Schmiede und finden die Handschellen auf dem Boden. Ortiz schweigt, weil er die Banditen hasst. Patrick kommt zur Schmiede und untersucht einen Heuhaufen mit einer Mistgabel. Da er nichts findet, glaubt er, dass Joe und Denny entkommen sind. Denny, im Heuhaufen versteckt, wurde von der Mistgabel getroffen und verletzt. Nun hat er Angst vor seinem Bruder. Nachdem er von Carmelita erfahren hat, sucht er sie, getarnt mit einem Sombrero, auf. Carmelita erklärt ihm ihre Überzeugung, dass Patrick durch einen bösen Geist zum Verbrecher wurde. Einer von Carmelitas Angestellten holt ohne ihr Wissen Patrick. Denny macht seiner Enttäuschung Luft, wird aber von Patrick k. o. geschlagen.
In der Schmiede haben El Tigres Handlanger El Capitan und Burger den Schmied und Joe gefangen genommen. Die beiden werden zu El Tigres Versteck, einem verlassenen Kloster, gebracht. Dorthin bringt Patrick Denny und Carmelita. Patrick erklärt Denny, dass El Tigre ihm das Leben gerettet habe und er nun in seiner Schuld stehe. Denny erzählt ihm, dass Carmelita glaubt, er sei wahnsinnig, woraufhin Patrick Carmelita heimschickt. Der betrunkene Burger will Ortiz erschießen. Aneinander gefesselt schaffen es Joe und Ortiz Burger niederzuschlagen und die Fesseln mit seinem Messer durchzuschneiden. Sie geben vor, immer noch gefesselt zu sein, als sie zu Patrick gebracht werden. Joe zieht Burgers Waffe hervor und veranlasst Patrick seinen Männern zu befehlen, ihre Waffen abzulegen. Joe, Denny und Ortiz nehmen sich Pferde und flüchten.
Die drei begegnen Carmelita. Ortiz versucht, die Banditen abzulenken, wird dabei aber von Patrick erschossen. Joe, Denny und Carmelita suchen Deckung hinter den Ruinen einer Barracke. El Capitan nähert sich mit einer weißen Fahne und fordert sie auf, sich zu ergeben. Als sie sich weigern, hinterlässt er Munition und reitet zu seinen Leuten zurück. El Tigre erscheint auf Joes Pferd Sonny. Joe pfeift und Sonny stürmt mit El Tigre zu Joe. Denny kann den Banditen vom Pferd reißen, wird aber von ihm niedergeschlagen. Als El Tigre Denny mit einer Machete töten will, wird er von Joe erschossen. Joe, Denny und Carmelita erwehren sich der restlichen Bande, die beim Eintreffen mexikanischer Polizeitruppen aufgibt. El Capitan gibt sich als Geheimpolizist zu erkennen und bedankt sich bei Joe. Es stellt sich heraus, dass Patrick El Tigre war. Danny erklärt, dass sein Bruder schon vor langer Zeit gestorben sei.

## Produktion

### Hintergrund
Gedreht wurde der Film im November 1950 in den Estudios Tepeyac in Mexiko-Stadt.
Der ursprüngliche Originaltitel My Brother, the Outlaw musste auf Betreiben von RKO Pictures hin geändert werden. RKO befürchtete Verwechslungen mit ihrer Produktion The Outlaw (dt.: Geächtet).

### Besetzung
In einer kleinen nicht im Abspann erwähnten Nebenrolle trat Don Barry auf. Regisseur Nugent hatte eine kleine Nebenrolle als Ranger-Captain.

## Veröffentlichung
Die Premiere des Films fand am 22. August 1951 statt. In der Bundesrepublik Deutschland kam er am 23. Februar 1963 in die Kinos.

## Kritiken
Das Lexikon des internationalen Films schrieb: „Durchschnittlicher Western.“
Der Kritiker des TV Guide sah einen Film mit Mickey Rooney als Fehlbesetzung. Die banale Story sei weit unter den Talenten der Stars Rooney, Preston und Stack.